# 12 раундов
«12 раундов» (англ. 12 Rounds) — американский боевик 2009 года режиссера Ренни Харлина и производства WWE Studios. В ролях: Джон Сина, а также Эйдан Гиллен, Стив Харрис, Гонсало Менендес, Брайан Джей Уайт, Эшли Скотт и Тейлор Коул.
Фильм вышел в прокат в США 27 марта 2009 года.

## Сюжет
Детектив Дэнни Фишер узнаёт, что его девушка была похищена бывшим заключённым, связанным с прошлым Фишера и теперь он должен успешно выполнить 12 заданий для обеспечения ей безопасного освобождения.

## В ролях
| Актёр            | Роль                   |
| ---------------- | ---------------------- |
| Джон Сина        | детектив Дэнни Фишер   |
| Эшли Скотт       | Молли Портер           |
| Эйдан Гиллен     | Майлс Джексон          |
| Брайан Дж. Уайт  | детектив Хэнк Карвер   |
| Тейлор Коул      | Эрика Кессен           |
| Винсент Флуд     | детектив Чак Джэнсен   |
| Стив Харрис      | спецагент Джордж Эйкен |
| Гонсало Менендес | спецагент Рэй Сантьяго |
| Трэвис Дэвис     | Энтони Делусо          |

## Критика
На агрегаторе рецензий Rotten Tomatoes рейтинг одобрения составляет 31 % на основе 71 отзыва. Консенсус сайта гласит: «Энергичный, но пустой, нелепый сюжет фильма мчится в быстром темпе, но не может скрыть производный сценарий».
Роб Нельсон из Variety написал, что в фильме «много трюков, но мало правдоподобия, юмора, неожиданностей, визуальной изобретательности и психологической глубины».